# Фрийдъмленд
„Фрийдъмленд“ (на английски: Freedomland) е американска криминална драма и мистероизен трилър от 2006 г. на режисьора Джо Рот по сценарий на Ричард Прайс, базиран на едноименния роман от 1998 г., написан от Ричард Прайс, и участват Самюъл Джаксън, Джулиан Мур, Еди Фалко, Рон Елдард, Уилям Форсайт, Аунджану Елис и Антъни Маки.